# Departamento de Tambacounda
Tambacounda es un departamento de la región de Tambacounda, en Senegal. Según el censo de 2013, tenía una población de 299 163 habitantes.
Está ubicado al este del país, entre Gambia, al oeste, y Malí al este.